# Клиника за денталну медицину Ниш
Клиника за денталну медицину је здравствена установа у систему здравства Србије на подручју Југа Србије која представља високоспецијализовану, специјалистичко – консултативну и стационарну здравствену установу која обавља здравствену делатност из стоматологије, бави се терцијарном здравственом заштитом, образовањем и научноистраживачким радом. Болница је и наставна база Медицинског факултета универзитет у Нишу и Медицинске школе у Нишу.

## Положај
Клиника се налази у Улици Булевар др Зорана Ђинђића 52, у Нишу у простору Клиничког центра Ниш, преко пута зграда Медицинског факултета Универзитета у Нишу.

## Историја
Предуслови
Нагли развој медицине средином двадестог века манифестоваo се потребом за пружањем адекватне помоћи на социјално-здравственом нивоу, што је допринело унапређењу образовних високошколских
установа медицинске струке у Србији и тадашњој Југославији. Тако је у јесен 1960. године, под патронатом Београдског универзитета, формиран Медицински факултет у Нишу са два одсека – медицинским и стоматолошким.
Оснивање стоматолошког факутета
Првим уписом 62 студента будућа стоматолога 1960.године, основан је Стоматолошки одсек на тек основаном Медицинском факултету у Нишу. У првим годинама постојања несебичну помоћ у формирању
стоматолошког одсека Медицинског факултета у Нишу пружили су професори Стоматолошког факултета у Београду, како у организовању наставе, тако и у формирању кадра. Први наставници који су уложили свој рад у стварање овог одсека и Клинике и у едукацију нових кадрова били: проф. др Данило Брановачки, проф. др Љубомир Ђоковић, проф. др Никола Мађановић, проф. др Петар Вуковојац, проф. др Иван Бикар, проф. др Бенедикт Бергер, проф. др  Даринка Срб, проф. др Милан Марковић, проф. др Драгољуб Ђајић и многи други. Они су уједно утемељивачи савремене стоматологије у Нишу.
Три године касније, основана је Зубно-лекарска поликлиника (данас Клиника за стоматологију Ниш) као наставна база Медицинског факултета за све стоматолошке предмете и почетак научно-истраживачке делатности у тој области медицине, али и као институција са задатком да   пружа терцијерне здравствене услуге у области стоматологије. 
Одлуком Савета Медицинског факултета у Нишу 19. децембра 1963. године, основана је Зубнолекарска поликлиника Oдсека за стоматологију Медицинског факултета у Нишу, у циљу стварања услова за извођење редовне наставе за студенте стоматологије, пружања високоспецијализованих здравствених
услуга из свих области стоматологије и стварања услова за почетак научноистраживачке делатности.  Први директор установе био је проф. др Синиша Васић.
Зграду Клинике, површине 1.200 м2 изградило је 1964. године, на основу Уговор о изградњи Стоматолошке клинике сачињеном 5. августа 1963. године, по архитектонском решењу архитекте Стојанке Митић, грађевинско предузеће  „Прогрес“ из Пирота, у рекордном року.
У овом новом здању, Клинике за стоматологију, која је у то време једна од најмодернијих и технички најопремљенијих стоматолошких установа у земљи, започела је рад Зубно-лекарска поликлиника 1964. године: са 24 радника (11 стоматолога, 5 зубних техничара, 4 зубна асистента, 2 административно-техничка радника и 2 помоћна службеника), укључујући и део преузетог особља из Зубнолекарске поликлинике града Ниша.
Временом број запослених је непрестано растао у складу са реалним потребама, чиме је обезбеђен рационалан, економичан и квалитетан рад и дана на клиници ради 163 радника.  Део кадра је ангажован у научно-истраживачком и педагошко-наставном процесу.
Организовање Службе за максилофацијалну хирургију, значајно је унапређен, увођењем стационарног лечења болесника (који су до тада након операција смештани на другим хируршким клиникама).
Законом о организацији здравствене службе 1974. године Зубнолекарска поликлиника прерасла је у Стоматолошку клинику која бира свој Савет, и за првог председника поставља проф. др Ђорђе Баба Милкић.
Клиника за стоматологију је дуго била у саставу Клиничког центра (од 1974. до 1998. године), да би се одлуком Владе Републике Србије 2. фебруара 1998. године издвојила у посебну организациону установу са статусом правног лица.  
Ради даљег приближавања услуга пацијентима, 1976. године је формирана зубна амбуланта у стационару „Радон“ у Нишкој Бањи, а Клиници је 1991. године припала и стоматолошка амбуланта у специјалној болници за плућне болести и туберкулозу у Кнез Селу.
Клиника за денталну медицину посвећује посебну пажњу превентиви оралних обољења код деце, те у циљу спровођења школске зубне неге, а у оквиру Службе за дечју и превентивну стоматологију, има четири зубне амбуланте у граду.
Изградња нове зграде Максилофацијалне хирургије започета је 2005. године по пројекту арх. Мирјане
Башовић, уз помоћ средстава Владе Републике Србије, Министарства здравља, локалне самоуправе, бројних донатора и из сопствених средстава. Зграда (површине 1.500 м2) је завршена 2009. године, има  25 постеља, интензивну негу, дневну болницу, три операционе сале, амбуланте и
мултимедијални центар који омогућава да се операције директно у току рада преносе путем интернета.
Од оснивања до данас, Клиника за стоматологију Ниш је остварила запажене резултате у квалитету, садржају и обиму извршених стоматолошких услуга, у образовању и стручно специјалистичком усавршавању студената.

## Делатност
Више од 150 запослених радника, у осам служби распоређених на 1.500 м2 радног простора Клиника баве се здравственом и наставном делатношћу.

### Здравствена делатност
Клиника за стоматологију Ниш је високоспецијализована,  специјалистичко – консултативна и стационарну здравствена установа која се у службама клинике бави:
- здравственом делатношћу из области стоматологије, и пружа све врсте стоматолошких интервенција, од оних најједноставнијих у оквиру примарне здравствене стоматолошке заштите, до оних најсложенијих.
- терцијарном здравственом заштитом пацијената са болестима уста зуба и вилица,
- научноистраживачким радом из области стоматологије,
- савременом дијагностиком и ефикасном терапијом
- утврђивање инфективних агенаса и фактора средине који доводе до настанка обољења орофацијалне регије као и инциденца и фактори ризика,
- применом биолошки активни материјали и клинички третмана оралних стања и болести, или хируршко збрињавање пацијената уз изграђивање стандарда максималне безбедности пацијената, као и унапређење оралног здравља,
- превентивом болести кроз мултидисциплинарну активност у циљу откривања етиологије и сузбијања обољења орофацијалне регије, унапређења стратешких мера њихове превенције, епидемиолошког и статистичког изучавања њихових законитости, праћења утицаја нутритивних и еколошких фактора на орално здравље становништва унапређења система спровођења здравствене заштите и развоја информатичких система,
- радом са хендикепираном децом и особама са посебним потребама.

Клиника обавља своју здравствену делатност непрекидно од 7,00 — 20,00 часова, осим Службе за максилофацијалну хирургију са стационаром, која због обезбеђења непрекидне болничке здравствене заштите ради 24 часа дневно, 365 дана у години.

### Наставна делатност
Наставна база Медицинског факултета
Као  наставна база Медицинског факултета — одсека за стоматологију Универзитета у Нишу, од 1960/1961. године, Клиника омогућава стално стицање знања и искустава будућим здравственим радницима и сарадницима, у изузетно комплексном и сложеном систему рада:
- кроз спровођење обавезне стручне праксе,
- додипломску и специјалистичку наставу,
- наставу на докторским студијама,
- обавезни приправнички стаж здравствених радника и сарадника.

Од 1944. до 2014. године, на Одсеку за стоматологију Медицинског факултета у Нишу стекло је:
- 2349 студената звање доктора стоматологије,
- 54 студената диплому струковних студија и звање вишег зубног протетичара добила

док је уистом периоду:
- 52 лекара завршило магистарске студије,
- 60 лекара одбранило докторску дисертацију,
- 670 стоматолога завршило специјалистичке студије.[11]

Наставна база медицинске школе
Клиника за стоматологију је и наставна база Средње медицинске школе „Др Миленко Хаџић“ у Нишу, јер је укључена у процес теоријске и практичне едукације средњег медицинског кадра (стоматолошке сестре и зубни протетичари).
Oд оснивања Клиника за стоматологију је имала значајну улогу у школовању средњих  медицинских кадрова стоматолошке струке,  преко обезбеђивања кадрова за стручне предмете ова два одсека, као и уступањем просторија за извођење практичне наставе. 
Као иницијатор за формирање зуботехничког одсека и одсека за стоматолошке сестре при Средњој медицинској школи „Др Миленко Хаџић“,  Клиника за стоматологију је помогла:
- Школске 1965/1966. године формирању  Oдсека за зубне техничаре,
- Школске 1971/1972. године формирању  Одсека за зубне асистенте,
- Школске  1974/1975. године формирању је Одсек за стоматолошке сестре.

## Организација
У циљу ефикаснијег и рационалнијег обављања делатности, на Клиници за стоматологију Ниш образоване су следеће Службе:
Служба  за  превентивну  и  дечју  стоматологију
Служба за дечју и превентивну стоматологију почела је са радом 1964. године, када је основана и Зубнолекарска поликлиника, односно Стоматолошка клиника. Предмет Дечја и превентивна стоматологија је увршћен у наставни план и програм интегрисаних студија стоматологије на Медицинском факултету у Нишу, од 1960. године, па се рад и развој Службе за дечју и превентивну стоматологију везује за развојни период ових институција.
Пионири Службе за дечју и превентивну стоматологију били су доц. др Ђорђе Баба Милкић, доц. др Миодраг Живковић, асист. др Миланка Савић. Данас Служба има ординацију са осам комплетних радних места, издвојену ординацију са посебним улазом за рад са хендикепираном децом (опремљену из донације др Елејн Лејкок), чекаоницом и наставничким канцеларијама.
Служба  за  ортопедију  вилица
Служба oртопедије вилица је основана и развијало се паралелно са оснивањем Клинике за стоматологију, као наставне базе Медицинског факултета. Доласком првих зубних лекара који су се определили да раде oртопедију вилица и ангажовањем наставника са Стоматолошког факултета у Београду, пацијентима са аномалијама орофацијалног система омогућено је да добију адекватан третман у Нишу.
Служба за ортопедија вилица се бави збрињавањем неправилности зуба и вилица код пацијената предшколског и школског узраста, као и код одраслих пацијената, кроз примену превентивних
и интерцептивних мера код пацијената предшколског узраста, примену покретних плочастих и функционалних апарата код деце у току предпубертетског скока раста и кроз примену фиксних апарата
код одраслих пацијената. Код новорођенчади рођених са расцепима, врши се збрињавање стимулаторима, непосредно по рођењу, све до оперативног третмана.
Данас, Служба има једанаест лекара (седам у настави, пет клиничких лекара), шест сестара, три зубна техничара и једног хигијеничара.
Служба  за  болести  зуба  и ендодонцију
Служба за болести зуба почела је са радом 1964. године, две године након почетка  Настава из предмета Болести зуба у оквиру Стоматолошког одсека Медицинског факултета, када се  првобитно радило у две просторије садашњег Aнатомског института, са шест стоматолошких јединица, на којима се обављала практична настава за све стоматолошке клиничке предмете. У сутуренском делу зграде биле су смештене просторије за претклинику и зуботехничку лабораторију.
Након отварања Стоматолошке клинике, у почетку, Служба за болести зуба делила је просторије за рад са Службама стоматолошке протетике и болести уста у приземљу зграде, док је сала за претклинику са десет радних места смештена у сутурену зграде где се налази и данас. 
Са повећањем обима посла, броја пацијената, студената извршена је  реорганизовација просторија клинике, тако да данас Служба за болести зуба и ендодонцију обавља своју делатност у приземљу зграде Клинике за стоматологију, у оквиру две засебне ординације са укупно 13 радних места.
Служба за  пародонтологију  и оралну   медицину
Служба за  пародонтологију  и оралну   медицину, прво је почела са радом  као Служба за болести уста 1964. године, са задатком да пружи здравствене услуге пацијентима који имају обољења пародонта и меких ткива усне дупље, као и фокалне инфекције. У  време оснивања Служба из овог домена није постојала,  тако да је она била једина у Нишу.Исте године почиње да се изводи настава за студенте пете године Медицинског факултета – Одсек стоматологија, у Нишу.  
Служба је,  почела са радом у сепареу садашње Службе за стоматолошку протетику, са два радна места, а 1969. године добила је нову ординацију са 5 радних места у просторијама бивше зубне технике. 
Од 2000. године Служба се сели у нову ординацију са 5 радних места и посебним простором са једним радним местом намењеним обављању пародонтално хируршких захвата.
Први предавачи и организатори здравственог рада били су наставници са Стоматолошког факултета у Београду:: доц. др Драгољуб Ђајић, доц. др Гојко Сокић (касније професори), доц. др Милисав Теодосијевић, примаријус др Видосава Тадић и асист. др Миладин Благојевић. За првог сталног клиничког лекара примљена је др Вера Љубић, у звању асистента.  
Служба за  стоматолошку  протетику
Служба за стоматолошку протетику почела је са радом 15. фебруара 1962. године у скученим условима сутурена зграде Медицинског факултета. У раду су учествовали доц. др Данило Брановачки, проф.
др Петар Вуковојац, као и асистенти др Драгољуб Мијалковић и др Милутин Манчић са Стоматолошког факултета у Београду.
Служба   за  оралну  хирургију
Служба  за  оралну  хирургију прво је почела са радом 1964. године као као јединствена организациона целина или Служба за оралну и максилофацијалну хирургију, у просторијама садашње
зграде Медицинског факултета у Нишу. Рад у Служби стоматохирургија је започет са једним асистентом, др Милибором Тодоровићем, специјалистом за Максилофацијалну хирургију, који бива
постављен и за првог начелника Одељења стоматохирургије. Као наставник је ангажован
др Љубомир Ђоковић, редовни професор Стоматолошког факултета у Београду, а годину дана касније за асистента је изабран и др Влатко Томашевић. Због потреба предмета у наставну делатност се укључује још неколико професора са Стоматолошког
факултета у Београду. 
Школске 1964/1965. године, на четвртој години Стоматолошког одсека Медицинског факултета уведен је предмет Стоматохирургија, који је обухватао две специјалности: оралну хирургију и максилофацијалну хирургију.
Када је 1980.године  предмет Стоматохирургија  подељен на два засебна предмета: Оралну хирургију и Максилофацијалну хирургију, на две засебне подељена је и Служба за оралну и максилофацијалну хирургију.
Служба за  максилофацијалну  хирургију  са  стационаром
Као Стоматохирургија, ова служба је започела рад са три радна места, у неусловним, подрумским просторијама Медицинског факултета у Нишу. Године 1964. године, из скученог подрумског простора,
тадашња Стоматохирургија прелази у новосаграђену зграду Клинике за стоматологију, ускраћена за основни део радног простора - операциону салу за општу анестезију. У новој згради служба је имала 6 радних места, салу за амбулантну хирургију и три просторије. 
Уз професора Ђоковића, као стручна помоћ у Клинику за стоматологију и тадашњу Службу стоматохирургије радио је и проф. Алекса Пишчевић и асист. др Младен Бркић. 
До раздвајања на Службу за максилофацијалну и Службу за оралну хирургију дошло је 1980. године
Изградњом новог дела са стационаром и салама за општу анестезију, тадашња Служба за максилофацијалну хирургију прераста у Службу за максилофацијалну хирургију са стационаром. Потпуно
опремљена и наменски саграђена зграда садржи постељни фонд од 25 кревета, интензивну негу, две сале за општу анестезију и амбулантну салу за интервенције у локалној анестезији.
Служба за правне, економско – финансијске,техничке  послове
Са оснивањем Стоматолошке клинике .1964. године организована је и Служба рачуноводства и администрације.  У почетку, у оквиру ове Службе вођени су следећи послови: финансијско књиговодство, материјално књиговодство, благајничко пословање, персонални послови, архивски послови, послови картотеке и технички послови. Служба је тада имала два радника.
Данас се у оквиру ове службе, која од 2007. године носи назив Служба за правне, економско-финансијске, техничке и друге сличне послове, обављају сложени правни, финансијски, књиговодствени, благајнички, персонално-кадровски и архивски послови, послови картотеке, послови одржавања, послови вођења магацинске службе

## Кадровска структура.
У Клиници је 2014. године радило 139 запослених радника свих струка, од тога:
- 29 лекара специјалиста доктора наука,
- 5 лекара специјалиста магистара наука,
- 12 специјалиста,
- 6 примаријуса,
- 6 лекара на специјализацији,
- 2 доктора стоматологије,
- 1 доктор медицине специјалиста анестезиологије,
- 1 доктор медицине на специјализацији,
- 30 стоматолошких сестара,
- 15 медицинских сестара,
- 2 више медицинске сестре,
- 8 зубних техничара,
- 2 анестетичара,
- 2 рендген техничара
- 19 радника немедицинске струке.

## Издавачка делатност
Издавачка делатност на Клиници за стоматологију била је на завидном нивоу тако да је објављенвећи број монографских публикација, из области стоматологије и медицине. Објављене су следеће монографске публикације:
- Алексов Љ., Ристић К. Морфологија зуба: практикум. – Ниш: Студентски информативно-издавачки центар, 2000.
- Алексов Љ.: Неутрална зона и тотална зубна протеза. - Ниш: СКЦ, 1998.
- Апостоловић М., Иветић В. Страх од бола у педонтологији. - Београд: Завод за уџбенике и наставна средства, 2000.
- Брановачки Д., Соколовић Б. Тотална зубна протеза. - Ниш: Градина, 1980.
- Бурић Н. и сар.: Примена ласера у орофацијалној регији. - Ниш: Просвета; Медицински факултет, 2004. – 1. изд.
- Ђајић Д., Орлов С., Мирковић Б. Обољења меких ткива усне дупље. – Ниш : Институт за документацију заштите на раду «Едвард Кардељ», 1981.
- Ђајић Д., Орлов С., Мирковић Б. Оралне диније и пирозе. - Ниш: Издавачка јединица Универзитета у Нишу, 1986.
- Ђајић Д., Ђукановић Д., Којовић Д. Болести уста. - Београд : Елит медика, 2008.
- Ђорђевић М., Илић П., Митић Н. Промене у пулпи и тврдим зубним ткивима после обраде високотуражним машинама. – Ниш: Просвета, 1986.
- Игић А. и сар. Обрада резањем и брушењем у стоматологији. - Ниш: Медицински факултет, 2005.
- Игић Љ. Н: Парцијална мобилна зубна протеза: претклиника: практикум. – Ниш: Просвета, 1991.
- Игић М., Кесић Љ. Пародонтална обољења код деце и одраслих. – Ниш: Наиспринт, 2013.
- Игић С., Игић А. Имедијатна мобилна зубна протеза. - Ниш: Тибет, 1998. 138
- Кесић Љ., Костадиновић Љ. Орална хигијена. - Ниш, Медицински факултет, 2011 (Unigraf-X-Copy).
- Митић Н. Каријес профунда. - Ниш: Универзитет у Нишу, 1986.
- Митић Н., Дачић-Симоновић Д.Х. Дентин и пулпа: превенција и терапија. – Ниш: Просвета, 1994.
- Митић А. Хемомеханичка обрада инфицираних канала корена зуба. – Ниш: Графика Галеб, 2011.
- Оташевић М., Митић Н. и сар.: Орална микробиологија. – Ниш: Просвета, 2002.
- Павловић В. Болести пародонта. – Ниш : Просвета, 1974.
- Павловић В. Болести зуба. - Ниш: Просвета, 1974.
- Павловић В. Каријес : патологија и терапија. - Ниш: Институт за документацију заштите на раду, 1981.
- Павловић В. Ендодонција, патологија и терапија. - Ниш: Институт за документацију заштите на раду, 1982.
- Павловић В. Болести зуба: практикум. - Ниш: Медицински факултет, 1985.
- Павловић В. Болести зуба. Ниш: Универзитет, 1985.
- Павловић В. Каријес: патологија и терапија. - Београд; Загреб: Медицинска књига, 1985. - 2. изд.
- Павловић В. Ендодонција: патологија и терапија. – Београд; Загреб: Медицинска књига, 1986.
- Павловић В. Каријес: патологија и терапија. - Београд; Загреб: Медицинска књига, 1987. - 3. изд.
- Павловић В. Ендодонција: патологија и терапија. - Београд; Загреб: Медицинска књига, 1987.
- Павловић В. Каријес: патологија и терапија. Београд; Загреб: Медицинска књига, 1989.
- 50 ГОДИНА КЛИНИКЕ ЗА СТОМАТОЛОГИЈУ НИШ 1964 - 2014
- Павловић В. Клиничка ендодонција. - Ниш: Студентски културни центар, 1998. - 1. изд.
- Соколовић Б. Тотална зубна протеза: утицај на функцију говора. – Ниш: Градина, 1977.
- Соколовић Б. Тотална зубна протеза: утицај на функцију говора. – Ниш: Градина, 1980.
- Соколовић Б. Физиологија оклузије. – Ниш: Институт за документацију заштите на раду “Едвард Кардељ”, 1982.
- Соколовић Б. Проблеми оклузије. – Ниш: Просвета, 1991. - 1. изд.
- Соколовић Б. Тотална зубна протеза. – Ниш: Просвета, 1991. - 1. изд.
- Соколовић Б. Тотална зубна протеза: отисци. - Ниш: Просвета, 1992. - 1. изд.
- Соколовић Б. Protodontica clinica: Protesi fissa & protesi schelerata. – Niš : Prosveta, 1995.
- Соколовић Б. Protodontica clinica: Protesi totale. - Niš : Prosveta, 1995.
- Соколовић Б. Стоматолошка клиничка протетика: одабрана поглавља. - Ниш: Просвета, 1995.
- Соколовић Б. Безубост: клиника, дијагноза, третман. - Ниш: Просвета, 1997. - 1. изд.
- Соколовић Б. Тотална зубна протеза и естетика. -Ниш: Просвета, 1998. - 1. изд.
- Станковић Д., Јовановић Г. (уредници): Проблематика болести ризика у стоматолошкој пракси. - Ниш: Студентски културни центар, 2001. - 1. изд.
- Станковић С. и сар. Дисфункције темпоромандибуларног зглоба. - Ниш: Медицински факултет; Просвета, 2004.
- Стошић П., Лукић В., Баба-Милкић Ђ. и сар. Дечја и превентивна стоматологија. - Београд: Дечје новине, 1984. - 1. изд.
- Шурдиловић С. Максилофацијална хирургија: практикум из трауматологије. - Ниш: Просвета, 2000.
- Шурдиловић С. и сар. Максилофацијална хирургија: за студенте медицине. - Ниш: Медицински факултет; Просвета, 2005.

Acta Stomatologica Naissi
Клиника за стоматологију и Медицински факултет Универзитета у Нишу, оснивачи су националног  часописа Acta Stomatologica Naissi (ASN),  који представља стоматолошку науку и струку у Србији. Основна идеја првог уредника и оснивача овог часописа проф. др Будимира Соколовића, наставника и сарадника Клинике за стоматологију, је била да српску стоматолошку науку промовише у јавности на територији, тада бивше СФР Југославије.
Први број ASN је штампан 1. маја 1984. године. Часопис се штампао на српском језику четири пута годишње (март, јуни, септембар, децембар) до 2006. године, а од 2006. године штампа се два пута годишње (јуни и децембар), на српском и енглеском језику. Уређивачки одбор је састављен од професора стоматологије из Ниша и Београда. Међународни уређивачки одбор састављен је од експерата
за стоматологију и то из земаља као што су САД, Јапан, Канада, Шведска, Немачка, Италија, Грчка, Бугарска.
Часопис ASN се налази на листи научних публикација Министарства за науку Републике Србије, дигиталном репозиторијуму Народне библиотеке Србије и у Српском цитатном индексу (SCI).  Од
2009. године часопис ASN се налази се у електронским индексима за часописе SCOPUS и EXCERPTA MEDICA Care (EMCare), као и у бројним електронским универзитетским библиотекама широм света.